# 鋳物師興野
鋳物師興野（いもじごうや）は、新潟県新潟市南区の町字。郵便番号は950-1442。

## 概要
1889年（明治22年）から現在の大字。信濃川左岸に位置する。
もとは江戸時代から1889年（明治22年）まであった鋳物師興野の区域の一部で、古くは高谷村と称した。地名の由来は、新発田氏家臣の相馬久右衛門が主家滅亡後に赤塚村で鋳物業を修得し、のちに同志とともに新発田藩の許可を得て当地に来住して開発したことによる。

### 隣接する町字
北から東回り順に、以下の町字と隣接する。
- 蜘手興野
- 菱潟
- 牛崎
- 戸頭
- 万年

※信濃川を挟んで秋葉区水田と隣接。

## 歴史
開発年代は不明だが、「元禄郷帳」に村名の記録が残る。

### 年表
- 1889年（明治22年）4月1日 : 合併により菱潟村の大字となり、村役場所在地となる。
- 1902年（明治35年）4月1日 : 合併により庄瀬村の大字となる。
- 1955年（昭和30年）3月31日 : 合併により白根町の大字となる。
- 1959年（昭和34年）6月1日 : 白根町の市制施行により、白根市の大字となる。
- 2005年（平成17年）3月21日 : 合併により新潟市の大字となる。
- 2007年（平成19年）4月1日 : 新潟市の政令指定都市移行により、南区の大字となる。

## 世帯数と人口
2018年（平成30年）1月31日現在の世帯数と人口は以下の通りである。
| 大字       | 世帯数 | 人口 |
| ---------- | ------ | ---- |
| 鋳物師興野 | 12世帯 | 46人 |

## 小・中学校の学区
市立小・中学校に通う場合、学区は以下の通りとなる。
| 番地 | 小学校             | 中学校             |
| ---- | ------------------ | ------------------ |
| 全域 | 新潟市立庄瀬小学校 | 新潟市立白南中学校 |

## 交通

### 道路
- 新潟県道141号白根黒埼線